# Касмир, Эрвин
Эрвин Касмир (нем. Erwin Casmir, 2 декабря 1895 — 19 апреля 1982) — германский фехтовальщик, призёр чемпионатов мира и Олимпийских игр. Племянник и ученик  фехтовальщика Густава Касмира.
Родился в 1895 году в Шпандау. В межвоенный период, выступая по всем трём видам фехтовального оружия (шпаге, сабле и рапире) 52 раза становился чемпионом Германии, причём 23 раза — в индивидуальном зачёте. На международной арене он участвовал во всех трёх межвоенных Олимпиадах, в которых принимала участие сборная Германии (завоевав при этом три медали), а также трижды становился бронзовым призёром чемпионатов мира.
Его сын Норман также стал фехтовальщиком, и принял участие в Олимпийских играх 1952 года.